# Manuel de Araújo Porto-Alegre
Manuel José de Araújo Porto-Alegre,  barón de Santo Ângelo (Río Pardo, Río Grande del Sur, Brasil; 2 de noviembre de 1806 - Lisboa, Portugal; 29 de diciembre de 1879) fue un poeta y dramaturgo, precursor del romanticismo brasileño, así como pintor, arquitecto, urbanista, periodista, caricaturista, crítico e historiador de arte, profesor y diplomático. Es patrón de la silla número 32 de la Academia Brasileña de Letras.

## Biografía

### Juventud
Manuel José de Araújo nace el 2 de noviembre de 1806 en la pequeña villa de José de Río Pardo, en Río Grande del Sur.  Hijo de Francisco José de Araújo y de Francisca Antônia Viana.  Queda huérfano de padre a los 5 años de edad, haciéndose cargo de su educación su padrastro.  En 1816 se muda a Porto Alegre.  Una vez más, pierde a su padrastro a los 12 años de edad.  Se emplea a los 16 años como ayudante en una joyería de Jean Jacques Rousseau donde conoce a su primer profesor de diseño, el pintor francés François Théry, con quien inicia sus estudios de pintura y diseño y, más tarde, con los escenógrafos José Simeão, Manoel José Gentil y João de Deus, para así después poder ganarse la vida como pintor profesional.  Trabaja como escenógrafo en la Casa de la Ópera.  A finales de 1826, consigue embarcarse con destino a la Corte decidido a estudiar con el pintor Jean Baptiste Debret después de haber visto una reproducción del Desembarque de la Archiduquesa Leopoldina del maestro francés.
Llega a Río de Janeiro el 14 de enero de 1827, para matricularse en la Academia Imperial de Bellas Artes - Aiba, donde es alumno de Debret y del arquitecto Grandjean de Montigny.  Así mismo, cursa en la Escuela Militar, estudia anatomía y fisiología en la Facultad de Medicina, y toma lecciones de filosofía de Fray José Policarpo de Santa Gertrudes.

### Viaje a Europa
El 25 de julio de 1831 viaja a París para perfeccionarse como pintor en compañía de su maestro y amigo, Debret, quien dejaba definitivamente Brasil.  En París conoce al escritor portugués Almeida Garret.  En Francia se matriculá en la Escuela Nacional Superior de Bellas Artes de París (1832) y frecuenta el atelier del barón Antoine-Jean Gros.  Se hospeda en un cuarto de la casa del hermano de Debret, el arquitecto François Debret, donde puede conocer buena parte de la generación romántica parisiense: los compositores Gioacchino Rossini, Daniel-François Auber, François-Adrien Boïeldieu, Luigi Cherubini y Ferdinando Paer.  Así entra en contacto con las discusiones del grupo y con sus obras.
Viaja a Italia, en 1834, y en Roma estudia con el arqueólogo Antonio Nibby.  En 1835 viaja a Inglaterra, Holanda y Bélgica con su amigo, el poeta domingos José Gonçalves de Magalhães.  
En 1836, funda en París, con Gonçalves de Magalhães y Francisco de Sales Torres Homem, la revista Niterói, en la cual publica su poema Voz de la naturaleza (Voz da natureza) compuesta en Nápoles.  A pesar de su corta vida, dos números editados, se le considera el marco inicial del romanticismo literario de Brasil.
Regresa a Río de Janeiro en mayo de 1837, en donde desarrolla una intensa actividad artística, educacional, administrativa y literaria.  Entre sus actividades están las de arquitecto, profesor de diseño, poeta e, inclusive, crítico e historiador de arte, área en el cual también es considerado como fundador de la disciplina en Brasil.

### De vuelta en Brasil
Entre 1837 y 1839 realiza las primeras litografías satíricas hechas en el país, vendidas en unidades separadas por las calles de Río de Janeiro.  La primera circuló el 14 de diciembre de 1837, vendida por 160 reales, tenía por título A campainha e o Cujo, aunque sin firma (su autoría sería reconocida posteriormente), donde representaba al periodista conservador Justiniano José da Rocha, director del diario Correio Oficial, ligado al gobierno, recibiendo un saco de dinero.  A ésta la seguiría una más intitulada A Rocha Tarpéia.
En el año de 1837 asume la cátedra de pintura histórica en la Aiba, cargo que ocupa hasta 1848, año que pide su transferencia a la Escuela Militar para trabajar como profesor de diseño.  
En el año de 1838 contre matrimonio con Ana Paulina Delamare.  Ese mismo año es nombrado profesor interino de diseño del Colegio Pedro II, y se le invita a formar parte de la recién creada Sociedad Teatral.
En 1840 es nombrado pintor de la Cámara Imperial, siendo responsable de los trabajos de decoración para la coronación del emperador Pedro II.  Para la ocasión, Araújo Porto-alegre diseñó un pabellón que consistía en un templo central adornado con escenas históricas representando la (aún bastante breve) tradición dinástica brasileña, enriquecidas con grandes medallones que invocaban a Carlomagno, Francisco II, Napoleón y Pedro el Grande, y en dos galerías laterales cuyos nombres –Amazonas y Plata– junto con las esculturas de Marc Ferrez, alegorías de los ríos cardinales, simbolizaban la extensión territorial del Brasil.  También fue responsable de los trabajos de decoración de las nupcias imperiales, en 1843, del emperador Pedro II con Doña Teresa Cristina, además de la decoración interna del Palacio Imperial de Petrópolis.  En 1840, es nombrado Caballero de la Orden de Cristo y Caballero de la Rosa.
Funda con Gonçalves de Magalhães y Torres Homem la revista Minerva Brasiliense (1843-1845), en donde publica algunos versos del poema Brasiliana, que será publicado íntegro en el año de 1863.
Porto-alegre, junto con Torres Homem, lanza en 1844 la revista Lanterna Mágica, primera publicación de humor político de la prensa brasilera, ilustrada con caricaturas, que circuló con 11 ediciones.  La publicación que tenía como subtítulo Periódico plástico-filosófico, presentaba dos personajes que criticaban las situaciones del momento, Laverno y Belchior, a semejanza de Robert Macaire y Bertrand, creados por el caricaturista francés Honoré Daumier.  Tiene en Rafael Mendes de Carvalho su principal diseñador.
En 1848, se desliga del grupo de artistas ligado a Félix Taunay, como Cabral Teive, Correia de Lima y Louis Auguste Moreaux, abandonando la academia (Aiba).  Así pasa a dar clases de diseño en la Escuela Militar.  
En 1849 funda con Joaquim Manoel de Macedo y Antônio Gonçalves Días la revista Guanabara (1849-1856), que es considerado como una especie de diario oficial del romanticismo.

### Dirección de la Academia Imperial de Bellas Artes - Aiba
Más tarde ingresa en la política, y en 1852, asume el cargo de concejal suplente en la Cámara Municipal de Río de Janeiro, prestando servicios en las áreas de urbanismo y salud pública, cargo que ocupa hasta 1854.  Ese año presenta un proyecto de reforma de enseñanza en Aiba a petición del emperador, quien aprueba las ideas y, Araújo Porto-alegre pasa a ser director de esa institución.  Esta reforma, siendo la más importante para la academia en el período monárquico, fue realizada con el apoyo incondicional político y financiero del emperador Pedro II.  Fue conocida como la Reforma Pedreira, del 14 de mayo de 1855, substituyendo a la Reforma Lino Coutinho del 30 de diciembre de 1831, y pasó a orienta las actividades de la Aiba hasta el declive del Imperio.  Esta reforma tuvo el objeto de adecuar la institución al proyecto de modernización y auxiliar al país a ocupar su espacio junto a las naciones civilizadas europeas al promover el progreso de las Artes en Brasil.  
Como director de Aiba, entre 1854 y 1857, promueve la ampliación del área construida de la institución anexando el Conservatorio de Música y la Pinacoteca.  Establece una serie de reformas en el currículo de los métodos de enseñanza de la academia, que incluían el contenido de las disciplinas, las atribuciones de todos los profesionales de la institución, los días lectivos y la cantidad de feriados, y hasta los castigos por indisciplina.  Implementa nuevas materias como matemáticas aplicadas, teoría de sombras y perspectiva, y diseño industrial.  Busca introducir la técnica de acuarela en la enseñanza de pintura de paisajes.  Amplía el plazo de permanencia de los alumnos premiados para viajar al exterior de tres a seis años.  La reforma privilegia la pintura histórica al tenerla como principal género artístico y estar directamente envuelta en la construcción de una identidad nacional.  La pintura histórica ganó visibilidad con sus pintores oficiales, Pedro Américo y Víctor Meirelles.  Como director de la institución, adapta los progresos técnicos, y crea una nueva forma de expresión artística que corresponde a la realidad brasileña.  En su reforma también hizo posible la definición del espacio social del artista, hasta entonces visto de manera peyorativa por estar vinculado al trabajo manual.  Sin embargo, enfrenta, una vez más, resistencia del grupo de Taunay.  Los desentendimientos lo llevan a desligarse definitivamente de la institución en el año de 1857.

### Últimos años, retorno a Europa
En 1860 ingresa en la carrera consular, sirviendo como cónsul de Brasil en Prusia, con sede en Berlín, después en Sajonia, con sede en Dresde (1862-1866), y finalmente en Lisboa (1866-1879).  En 1867, coordina la Sección de Bellas Artes de Brasil en la Gran Exposición Universal de París.  A finales de 1869, su exalumno, el pintor Pedro Américo contrae matrimonio con una de sus hijas, Carlota.  En el año de 1874, el emperador Don Pedro II le confiere el título de barón de Santo Ângelo.  A pesar de los títulos que las buenas relaciones con el emperador le rindieran, éstos no se traducirían en recursos económicos, y Porto-alegre muere pobre, sin dejar haberes para su familia.  Fallece el 29 de diciembre de 1879 en Lisboa.  Sus restos regresan a Brasil en 1922, y 7 años más tarde se transfieren a Río Pardo, donde éstos reposan.

## Obra

### Periodista, historiador y crítico de arte
Considerado como fundador de la historia y de la crítica del arte brasilero, escribe diversos artículos como Memoria sobre la Antigua Escuela Fluminense, publicado en el año de 1841, Valentim da Fonseca e Silva, Francisco Pedro do Amaral, Algunas Ideas sobre las Bellas Artes en la Industria en el Imperio del Brasil, además de diversos artículos de música.  También colabora con frecuencia en otros medios como el Journal de I'Institut Historique de France, Aurora Fluminense, A Reforma, Revista Brasileira, Nova Minerva y la Revista do Instituto Histórico e Geográfico Brasileiro.

### Obra pictórica

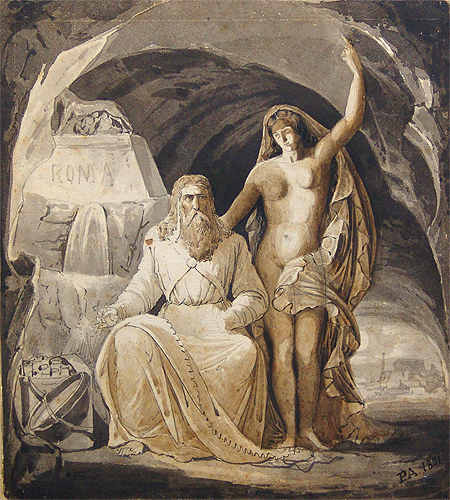
Estudio para panel decorativo, acuarela y nanquín, 1851, acervo del Museo de Arte de Rio Grande do Sul Ado Malagoli.

Porto-alegre deja una pequeña obra pictórica y de valor desigual, en los que hay retratos, cuadros históricos, paisajes, etc.  Destacan el de Garret en el cerco de Oporto (Garret no Cerco do Porto, 1833), los retratos del Visconde de Araguaia, de Doña Luísa Rosa, de Don Pedro I (1830) y la Coronación de Don Pedro II (Coroação de Dom Pedro II, 1844), que quedó incompleto, todos actualmente en exhibición en el Museo Imperial de Petrópolis.  Otros cuadros suyos se exhiben en el Museo Nacional de Bellas Artes.

### Obra arquitectónica
Araújo Porto-alegre tenía gran interés por la arquitectura.  Fue alumno de Grandjean de Montigny en la Academia Imperial de Bellas Artes – Aiba, y más tarde en 1834, en Roma, estudió bajo el arquitecto Luigi Canina.  Después de su regreso de Europa, en 1837, ejecuta diversos proyectos arquitectónicos en Río de Janeiro, de los cuales se destacan las obras realizadas los palacios Paço da Cidade, Paço Imperial de São Cristóvão (actualmente Museo Nacional de la Quinta da Boa Vista), el Palacio de Verano del emperador, la antigua sede del Banco de Brasil en la Rúa da Candelária, demolida en 1937, el edificio de la Iglesia de Santana (nunca ejecutado), el plano arquitectónico de la Escuela de Medicina y la Aduana (Alfândega) de Río de Janeiro, en 1858.

### Obra literaria
Usó como pseudónimo el de Tibúrcio do Amarante, nombre que usó para publicar su Extractos de las memorias y viajes del Coronel Bonifácio de Amarante (Excertos das Memórias e Viagens do Coronel Bonifácio de Amarante) "publicado con anotaciones por el Teniento Tibúrcio de Amarante" en la revista Íris en 1848, y reimpreso como un libro en 1852 en la tipografía de Paula Brito, y en la revista A Marmota en 1858.  Forma parte del primer grupo romántico brasilero, cuya poesía es marcada por un fuerte nacionalismo.  Abandona la mitología clásica en provecho de la temática nacional.  Se destaca su poema épico Colombo, de más de 20.000 versos, en el cual trabajó desde 1840, publicando episodios en revistas de época a partir de 1850.  Deja publicados 135 trabajos de literatura, 20 piezas teatrales y cuatro traducciones.

## Obras

### Poesía
- Ode Sáfica (1830), dedicada a Jean Baptiste Debret.
- Voz da natureza (1836)
- O Caçador (1843)
- Brasiliana I (1844)
- O Voador (1844)
- Brasiliana em Três Cantos (1845)
- O Corcovado (1847)
- Canto inaugural (1859)
- As Brasilianas (1863)
- Colombo, poema épico, 2 tomos (1866)

### Teatro
- Angélica e Firmino (1845)
- A destruição das florestas (1845)
- A estátua amazônica (1851)
- Cenas de Penafiel (1858)
- Os judas (1858)
- Os lobisomens (1862)
- A escrava (1863)
- Os lavernos (1863)
- O rei dos mendigos (1866)
- Os voluntários da pátria (1877), escrita en ocasión de la Guerra del Paraguay
- Os toltecas
- Os ourives
- Os traidores
- As barras de ouro
- As sapatero politicão
- Dinheiro é saúde
- O espião de Bonaparte

### Libretos para ópera
- Prólogo dramático (1837), , música de Cândido José da Silva
- A noite de São João (1857)
- A restauração de Pernambuco (1858), música de Gianini
- O prestígio da lei (1859), música de Francisco Manuel da Silva
- Dom Sebastiāo
- A véspera dos Guararapes

### Narrativa
- Excertos das Memórias e Viagens do Coronel Bonifácio de Amarante (1848)

### Artículos sobre arte
- Etat des Beaux-Arts au Brésil en el Jornal de l’Institute Historique (1835)
- Memória sobre a Antiga Escola Fluminense de Pintura publicado en Revista do Instituto Histórico e Geográfico Brasileiro (1841)
- Algumas Idéias sobre as Belas Artes e a Indústria no Império do Brasil publicado en la revista Guanabara (1850)
- Iconografia Brasileira com as biografias do Padre José Maurício Nunes, Valentim da Fonseca e Silva e Francisco Pedro do Amaral publicado en Revista do Instituto Histórico e Geográfico Brasileiro (1858).

### Traducciones
- Electra, de Eurípides
- Lucrecia Borgia, de Victor Hugo
- Cristina de Suecia, de Alexandre Dumas.

### Correspondencia
- Cartas a Monte Alverne (1964)
- Correspondência com Paulo Barbosa da Silva, en la Colección Afrânio Peixoto, de ABL (1990).

Nota: Las obras que aparecen sin fecha son aquellas que se sabe de su existencia, de ellas algunas partes han sido encontradas; sin embargo, se está llevando a cabo una investigación para encontrar estas obras completas y fechadas en colecciones brasileñas.